# Setoeolis
Setoeolis is een geslacht van weekdieren uit de klasse van de Gastropoda (slakken).

## Soort
- Setoeolis inconspicua (Baba, 1938)